# BH Telecom
BH Telecom je najveća telekomunikacijska kompanija u Bosni i Hercegovini. Osnovana je 1997. godine i bila je prva kompanija na području Bosne i Hercegovine koja je pružala usluge GSM telefonije. Sjedište kompanije nalazi se u ulici Franca Lehara 7 u Sarajevu.

## Usluge
Djelovanje BH Telecoma uključuje pružanje telekomunikacijskih usluga na lokalnoj, državnoj i međunarodnoj razini, u sljedećim područjima:
- Fiksna telefonija BH Line
- Mobilna telefonija BH Mobile
- Internetske usluge BIHNet
- Prijenos podataka (BIHpak)
- IPTV Moja TV

## Vanjske poveznice
- BH Telecom